# Адам Оутс
Адам Роберт Оутс (англ. Adam Robert Oates; 27 серпня 1962, м. Вестон, Канада) — канадський хокеїст, центральний нападник. Член Зали слави хокею (2012). 
Виступав за «Детройт Ред-Вінгс», «Адірондак Ред-Вінгс» (АХЛ), «Сент-Луїс Блюз», «Бостон Брюїнс», «Вашингтон Кепіталс», «Філадельфія Флайєрс», «Анагайм Дакс», «Едмонтон Ойлерс». 
В чемпіонатах НХЛ — 1337 матчів (341+1079), у турнірах Кубка Стенлі — 163 матчі (114+156).
Досягнення
- Володар Кубка Колдера (1986)
- Учасник матчу всіх зірок НХЛ (1991, 1992, 1993, 1994, 1997)

Нагороди
- Член Зали слави хокею (2012).

Тренерська кар'єра
- Асистент головного тренера «Тампа-Бей Лайтнінг» (2009–10, НХЛ)
- Асистент головного тренера «Нью-Джерсі Девілс» (2010–12, НХЛ)
- Головний тренер «Вашингтон Кепіталс» (2012–14, НХЛ)